# Tetragrammaton Labyrinth
Tetragrammaton Labyrinth (断罪者〜テトラグラマトンラビリンス〜 Danzaisha Tetragrammaton Labyrinth?) es un manga japonés escrito e ilustrado por el mangaka Itou Ei. El manga fue serializado en la revista japonesa seinen Comic Gum entre 26 de enero de 2005 y 26 de noviembre de 2007. El manga ha sido licenciado por Seven Seas Entertainment para su distribución en inglés. El primer volumen en inglés fue lanzado el 30 de junio de 2007, y el segundo y el tercero puesto en venta el 28 de noviembre de 2007 y 8 de julio de 2008, respectivamente. El cuarto volumen fue lanzado en diciembre de 2008.

## Argumento
La historia se desarrolla en un ficticio Londres del año 1900, donde una monja llamada Meg Cross con dones de exorcismo y su acompañante Ángela, una chica con juventud externa, lídian con crímenes sobrehumanos que involucran criaturas y demonios que la policía no puede resolver. Meg está a cargo de una pequeña iglesia donde atiende a las personas normales en el día a día, junto con Ángela; durante las noches su trabajo es destruir y exorcizar monstruos con ayuda de conjuros, balas sagradas y una guadaña. Mientras los eventos sobrenaturales se hacen más frecuentes, ambas chicas emprenden un viaje para descubrir la verdad sobre sus vidas y conocer a fondo la organización para la que trabajan.

## Personajes principales
Margaret Cross  (マーガレット・クロス?)
Más comúnmente conocida como Meg. A primera vista es una monja que actúa como guardián de Ángela. Ambas están al servicio de la "organización", la lucha contra los demonios. Ella prefiere utilizar armas de fuego aunque también se apoya en su fe cristiana. (El artista de manga considera esta magia occidental.) Su copia de la historia, contada en el volumen 3, muestra que la relación de Meg y Ángela es casi el reverso de las primeras apariciones. Hace años, Ángela había declarado que, debido a demostrar manchar eso era lo mejor para Meg joven para morir, para que pudiera ir al cielo. Meg jóvenes querían mucho a vivir que Ángela cedió y tomó a Meg bajo su protección. Como Meg creció con un adulto joven que era conveniente para ellos pretender que los papeles se invirtieron y que Meg estaba protegiendo a Ángela. Ángela le dice a Det. Sabia que la cruz que Meg lleva suspendida al cuello sirve como una válvula de seguridad.
Angela (アンジェラ?)
La eternamente joven, amiga de Meg. Su mayor deseo es ir al cielo. Afirma que siempre que Meg la necesite estará ahí para ella. Su historia aparece en el volumen 4, Gilles de Rais había masacrado a todos los niños de un pueblo y a Ángela entre ellos. Ángela no había muerto, pero había perdido su alma en el lugar. Ángela vago por el mundo buscando sentido a su vida,y lo encontró cuando conoció a la joven Margaret Croos. Ella dice que Meg fue la primera persona que había conocido que realmente la necesitaba. El arma favorita de Ángela es la guadaña. Después de su guadaña primera llamada Alba es destruida en el capítulo 3, ella y meg viajan para apoderarse de una guadaña aún más fuerte, "Anathema", una capaz de matar a un ángel inmortal y revivirlo.
Edward Wise (エドワード・ワイズ Edward Wisu?)
Un detective de la policía de Scotland Yard que perdió a una persona cercana a él durante una posesión demoniaca, ese fue su primer contacto con los demonios; de ahí en adelante se convierte en asistente de Meg y Ángela combatiendo demonios, fue reclutado por La Organización. De alguna manera la Organización lo modificó brindandole fuerza sobrehumana.
Hisame (緋褪 Hisame?)
Hisame es una jovencita miko, está en busca de una espada sagrada que fue robada durante la guerra ocurrida en su país. Primero fue rival de Meg y Ángela, para después unirse a la Organización y combatir juntos los demonios. Posee conocimientos de conjuros e historia antigua.

## Manga
El manga fue serializado en la revista Comic Gum de la editorial Wani Books desde enero de 2005 hasta noviembre de 2007, fue licenciada en inglés por la editorial Seven Seas Entertainment desde junio de 2007 hasta diciembre de 2008.

### Lista de volúmenes
| N.º | Título      | Fecha de lanzamiento    | ISBN original          |
| --- | ----------- | ----------------------- | ---------------------- |
| 1   | «Volumen 1» | 24 de junio de 2005     | ISBN 4-8470-3507-0     |
| 2   | «Volumen 2» | 24 de diciembre de 2005 | ISBN 4-8470-3531-3     |
| 3   | «Volumen 3» | 24 de junio de 2006     | ISBN 4-8470-3550-X     |
| 4   | «Volumen 4» | 15 de diciembre de 2006 | ISBN 4-8470-3588-7     |
| 5   | «Volumen 5» | 25 de junio de 2007     | ISBN 978-4-8470-3602-6 |
| 6   | «Volumen 6» | 25 de diciembre de 2007 | ISBN 978-4-8470-3621-7 |